# ジャイアント・ウェタ
ジャイアント・ウェタ (Giant wētā) はバッタ目Anostostomatidae科Deinacrida属に属する昆虫の総称で、ニュージーランド固有種。1種を除き絶滅の危機に瀕していると考えられており、法律により保護されている。なお、ウェタ (Wētā) とはニュージーランドに生息するカマドウマ科およびAnostostomatidae科の昆虫の総称で、成虫になっても翅を持たず、強い跳躍力を持つものをまとめた呼び名である。 
ジャイアント・ウェタには11種あり、昆虫の中では大きい部類に入るカマドウマやクロギリスの中でも特に大きい。大型のものでは脚や触角を含めない体長でも10センチメートル、体重は通常でも35グラムある。抱卵した雌個体で約70グラムのものが採集された記録があり、これは世界一重い昆虫の1つで、スズメよりも重い。ただし、この個体は異常な数の卵を抱卵していたうえに交配した形跡もなかったことから、何らかの奇形や異常であったものと考えられている。最大種はリトルバリアアイランド・ジャイアント・ウェタ (Deinacrida heteracantha) で、ウェタプンガとも呼ばれる。2011年には体重71グラムの個体が報告されている。 
ジャイアント・ウェタは、ウェタ類の中では社会性が低く、攻撃性も低い傾向がある。属名のDeinacrida は、古代ギリシャ語のδεινός (deinos：ダイノス、「恐ろしい」または「強力」の意) に由来し、「恐ろしいバッタ」を意味する (ただし、ジャイアント・ウェタは草食性で性質も温和であり、この「恐ろしい」はその大きさを指している)。ジャイアント・ウェタは主にニュージーランドの離島で見つかっており、ニュージーランド本土にあたる北島・南島では移入された哺乳類に捕食されてほぼ絶滅している。 

## 生息地および分布
ニュージーランドに人間が入植してその環境を変えてしまったことから、ジャイアント・ウェタの個体数は減少の一途をたどっており、1種を除き絶滅の危機に瀕しているとして法律で保護されている。 ニュージーランド北部には樹上性のジャイアント・ウェタが3種見つかっており、生息地からは哺乳類が排除されている。これは哺乳類が本種を捕食するためで、哺乳類を排除した離島では本種の個体数が増加傾向にある。Deinacrida heteracantha および D. fallai は、捕食者の侵入を免れたリトルバリア島 (アボリジニ語名: Te Haututu-o-Toi) およびプアー・ナイツ諸島にのみ生息する。近縁種の D. mahoenui は、北島のいくつか断片化された生息地でのみ見つかっている。 
樹上性の低いジャイアント・ウェタは2種あり、Deinacrida rugosa の生息地からは哺乳類が完全に排除されている。D. parva は南島のカイコウラ近くで発見された。 
高山性の種も多く、5種は南島の高地でのみ見られる。D. connectens は標高 約1,200メートル付近に生息するが、気温が－5℃を下回ると凍死する。 

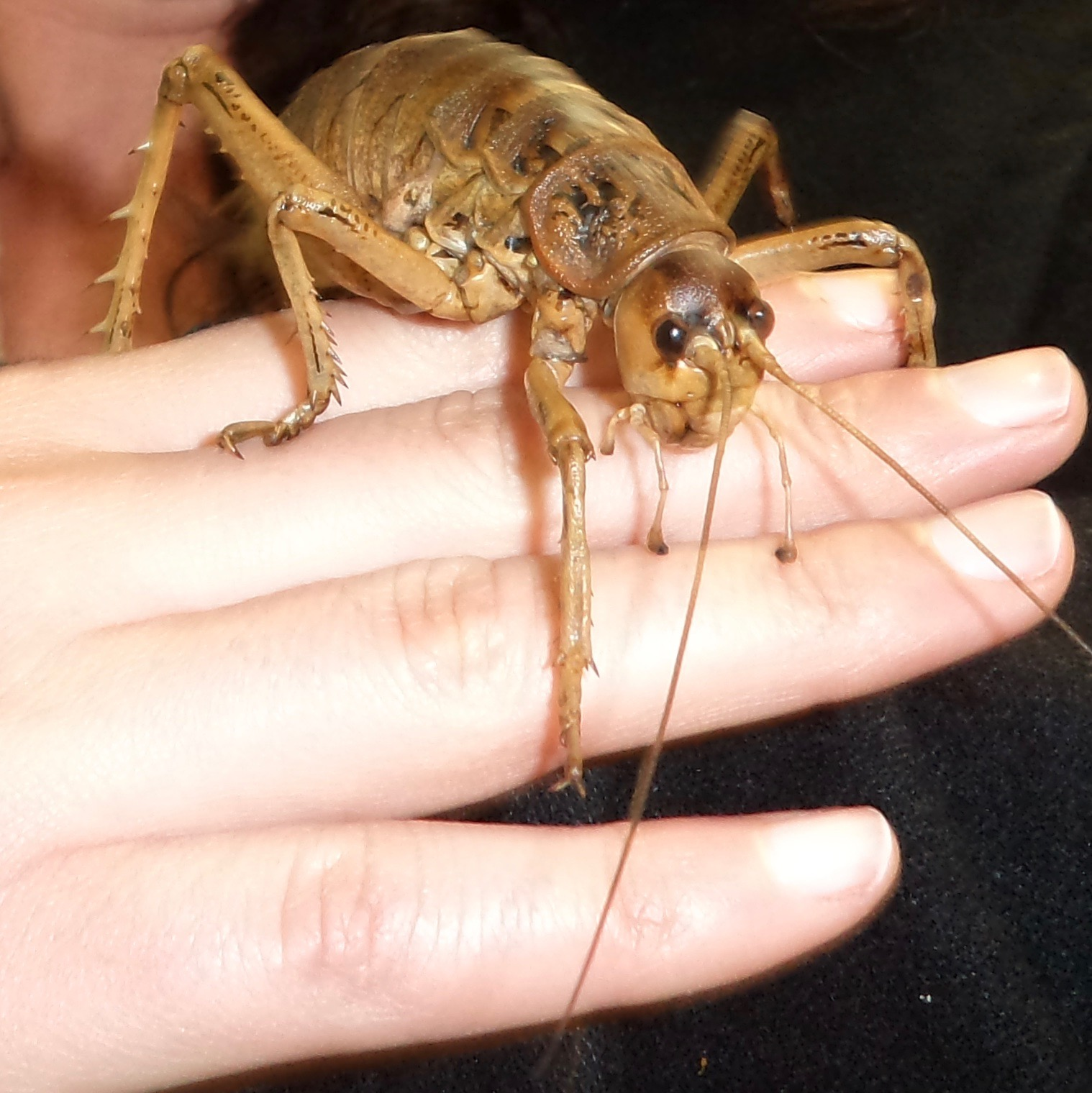
マナ島で採集された Deinacrida rugosa の雌成虫。ジャイアント・ウェタは草食性で、性質も温和である。

## 種の一覧
- Deinacrida carinata, Herekopare wētā
- Deinacrida connectens, Scree wētā
- Deinacrida elegans, Bluff wētā
- Deinacrida fallai, Poor Knights giant wētā
- Deinacrida heteracantha, Little Barrier Island giant wētā
- Deinacrida mahoenui, Mahoenui giant wētā
- Deinacrida parva, Kaikoura giant wētā
- Deinacrida pluvialis, Mt Cook giant wētā
- Deinacrida rugosa, Cook Strait giant wētā
- Deinacrida talpa, Giant mole wētā
- Deinacrida tibiospina, Mt Arthur giant wētā